# Hol den Doc
Hol den Doc ist eine britische Animationsserie für Kinder, die zwischen 2000 und 2001 produziert wurde.

## Handlung
Tom Schnell ist der Dorf-Tierarzt von Duckhurst und hilft Tieren in Not. Dies macht er entweder in der Tierklinik oder direkt vor Ort. Sein Hirtenhund Mick zeigt ihm dabei immer den kürzesten Weg zum Ort des Geschehens.

## Produktion und Veröffentlichung
Die Serie wurde zwischen 2000 und 2001 von Cosgrove Hall Films im Vereinigten Königreich produziert. Dabei sind 26 Folgen entstanden.
Die deutsche Erstausstrahlung fand am 10. Oktober 2001 auf KiKA statt. Weitere Ausstrahlungen im deutschsprachigen Raum erfolgten im ZDF und auf ORF eins.

## Episodenliste
| Folge | deutscher Titel             | deutsche Erstausstrahlung | englischer Titel          |
| 1     | Vielbeschäftigter Tierarzt  | 10.10.2001                | A Busy Day For Fetch      |
| 2     | Armer Mick                  | 11.10.2001                | Poor Mitch                |
| 3     | In heller Aufregung         | 12.10.2001                | Froggatt In A Flap        |
| 4     | Immer diese Karotten        | 15.10.2001                | Carrots                   |
| 5     | Verrückt nach Fußball       | 16.10.2001                | Football Crazy            |
| 6     | Familienzuwachs             | 17.10.2001                | Where’s Fetch?            |
| 7     | Es liegt was in der Luft    | 18.10.2001                | Something’s In The Air    |
| 8     | Das Monster vom Ententeich  | 19.10.2001                | The Duckhurst Monster     |
| 9     | Bockbeinig                  | 22.10.2001                | Heat Wave                 |
| 10    | Papagei zu verkaufen        | 23.10.2001                | Parrot For Sale           |
| 11    | Bock auf Wanderschaft       | 24.10.2001                | Catch The Goat            |
| 12    | Violetta in Schwierigkeiten | 25.10.2001                | Violet Has An Accident    |
| 13    | Mick ist der Größte         | 26.10.2001                | Mitch The Hero            |
| 14    | Der Katzendieb              | 29.10.2001                | The Cat Burglar           |
| 15    | Von Schlangen und Leitern   | 30.10.2001                | Snakes And Ladders        |
| 16    | Doktor Babysitter           | 31.10.2001                | Fetch The Babysitter      |
| 17    | Violetta schmeißt den Laden | 01.11.2001                | Violet Takes Over         |
| 18    | Die Reise des Kolumbus      | 02.11.2001                | Columbus Travels          |
| 19    | Leonhards neue Freundin     | 05.11.2001                | Lionel’s New Friend       |
| 20    | Iggys Lauftraining          | 06.11.2001                | Iggy Gets Fit             |
| 21    | Der Doktor im Fernsehen     | 07.11.2001                | Fetch On TV               |
| 22    | Das große Dorffest          | 08.11.2001                | Don’t Tell Fetch          |
| 23    | Klara, die Lebensretterin   | 09.11.2001                | Emergency For Kara        |
| 24    | Schneesturm                 | 12.11.2001                | Blizzard                  |
| 25    | Die Überraschung            | 13.11.2001                | Surprise The Vet          |
| 26    | Aufregende Weihnachten      | 14.11.2001                | Happy Christmas Duckhurst |